# شهرستان جفرسون دیویس (میسیسیپی)
شهرستان جفرسن دیویس، میسیسیپی (به انگلیسی: Jefferson Davis County, Mississippi) یک سکونتگاه مسکونی در ایالات متحده آمریکا است که در ایالت میسیسیپی واقع شده‌است.